# ヴィンチェンツォ・ラグーザ

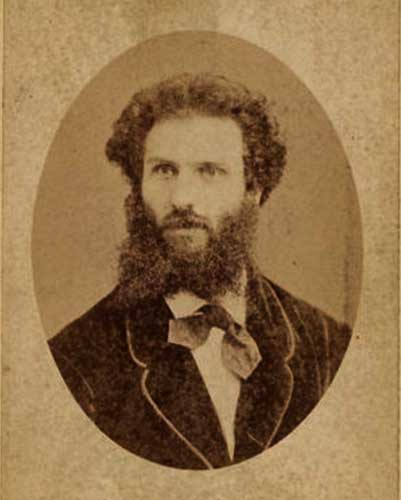
ラグーザ

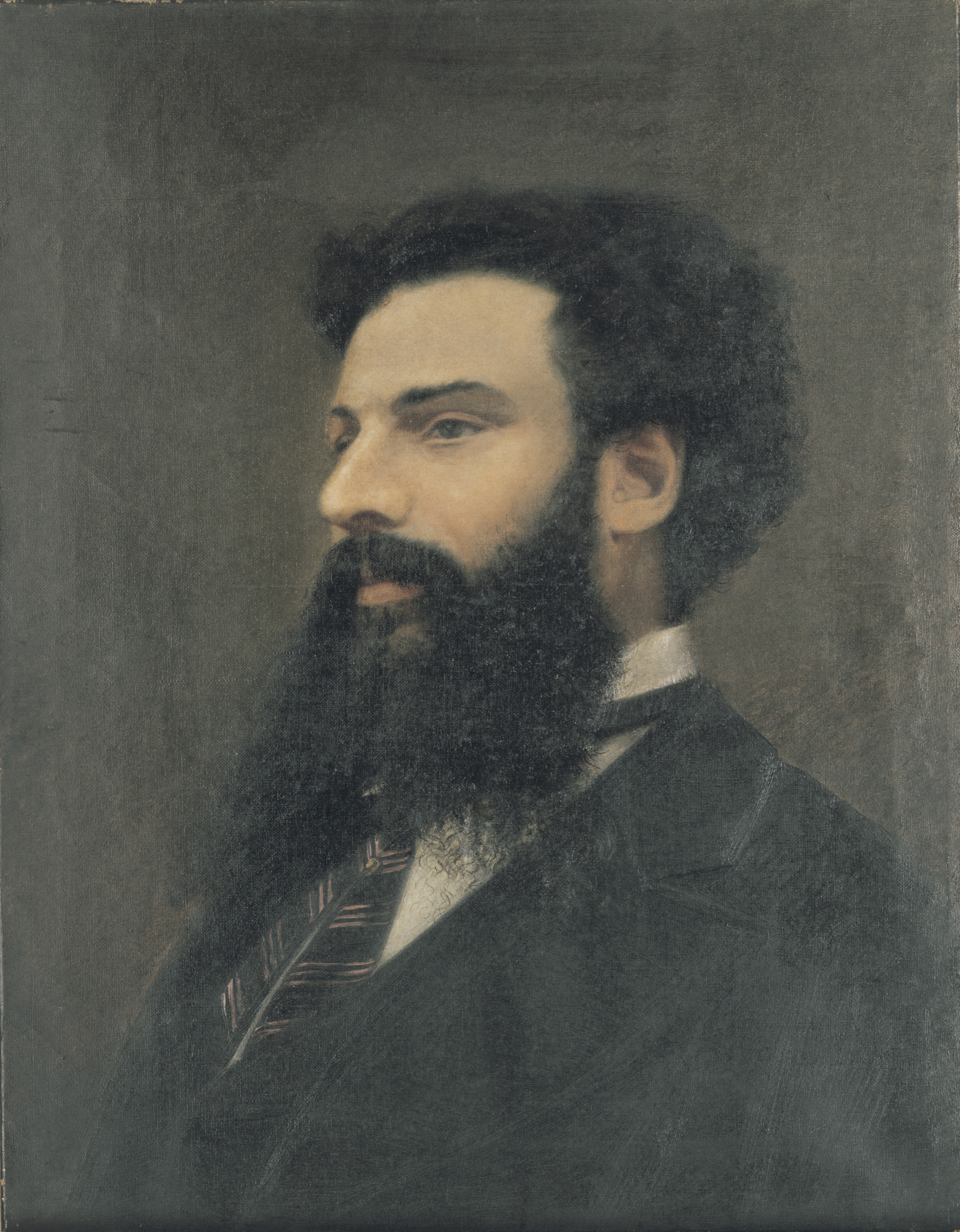
プロスペロ・フェレッティ筆『ラグーザ肖像』（東京国立博物館所蔵）

ヴィンチェンツォ・ラグーザ（Vincenzo Ragusa, 1841年7月8日-1927年3月13日）は、イタリアの彫刻家。

## 生涯
シチリア島のパレルモ郊外パルタンナ・モンデルロに生まれた。幼いころより絵画に興味をもち、1865年に本格的に彫刻をはじめた。1872年、ミラノで開かれた全イタリア美術展に石膏作品「装飾暖炉」を出品、最高賞である「ウンベルト殿下賞」に輝いた。
1876年（明治9年）に明治政府に招かれて来日し、1882年（明治15年）まで工部美術学校で彫刻指導にあたった。教え子に大熊氏廣（1856年-1934年）や藤田文蔵（1861年-1934年）がいる。妻は、江戸芝新堀生まれで画家の清原多代（ラグーザ玉、エレオノーラ・ラグーザ）である。離日後、ラグーザはお玉を連れてシチリア島パレルモに帰り、工芸学校を創立して校長となった。1901年、お玉と結婚。お玉はラグーザ死去後1933年に日本に帰国した。　
1941年のイタリア文化会館竣工の際には、甥で画家のチロ・ラグーザが来日した。

## 代表作品
- 『ガリバルディ騎馬銅像』（パレルモ市）

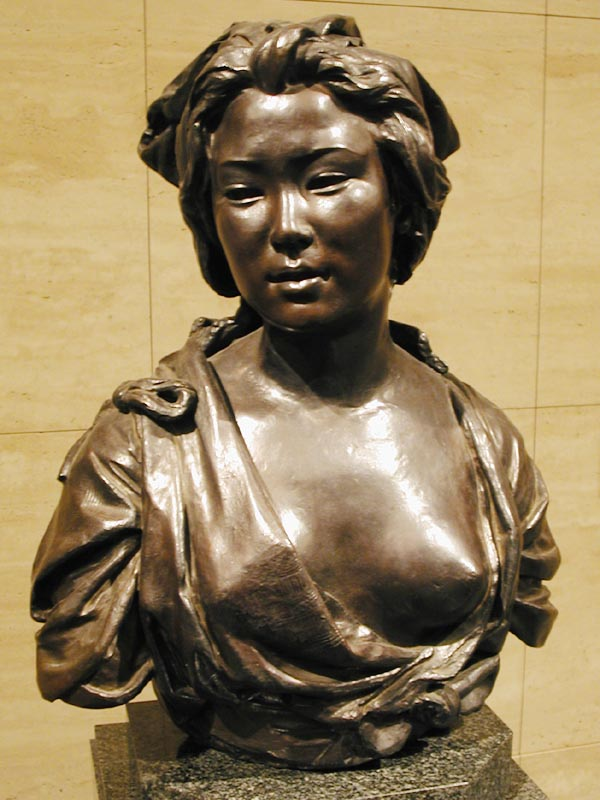
ラグーザ『日本婦人』

- 『清原玉女像』 1878年頃 高さ63.0
- 『日本婦人』 1880年頃 高さ62.0
- 『黒田長溥像』 1881 高さ65.0
- 『日本婦人像』 1876-82 高さ65.0
- 『日本の俳優』 1876-82 高さ78.0
- 『車夫』 1876-82 高さ70.0
- 『山尾庸三像』 1876-82 高さ71.0
- 『西洋少女像』 1876-82 高さ58.0
- 『伊藤博文像』 1876-82

## 作品

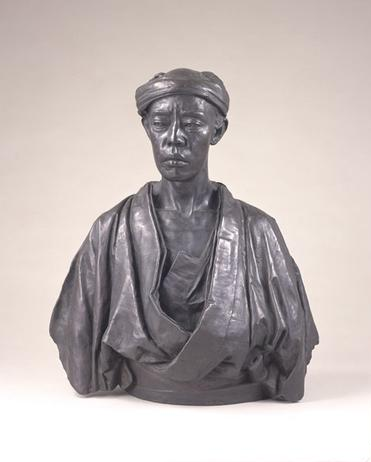
日本人俳優像（1880年代）
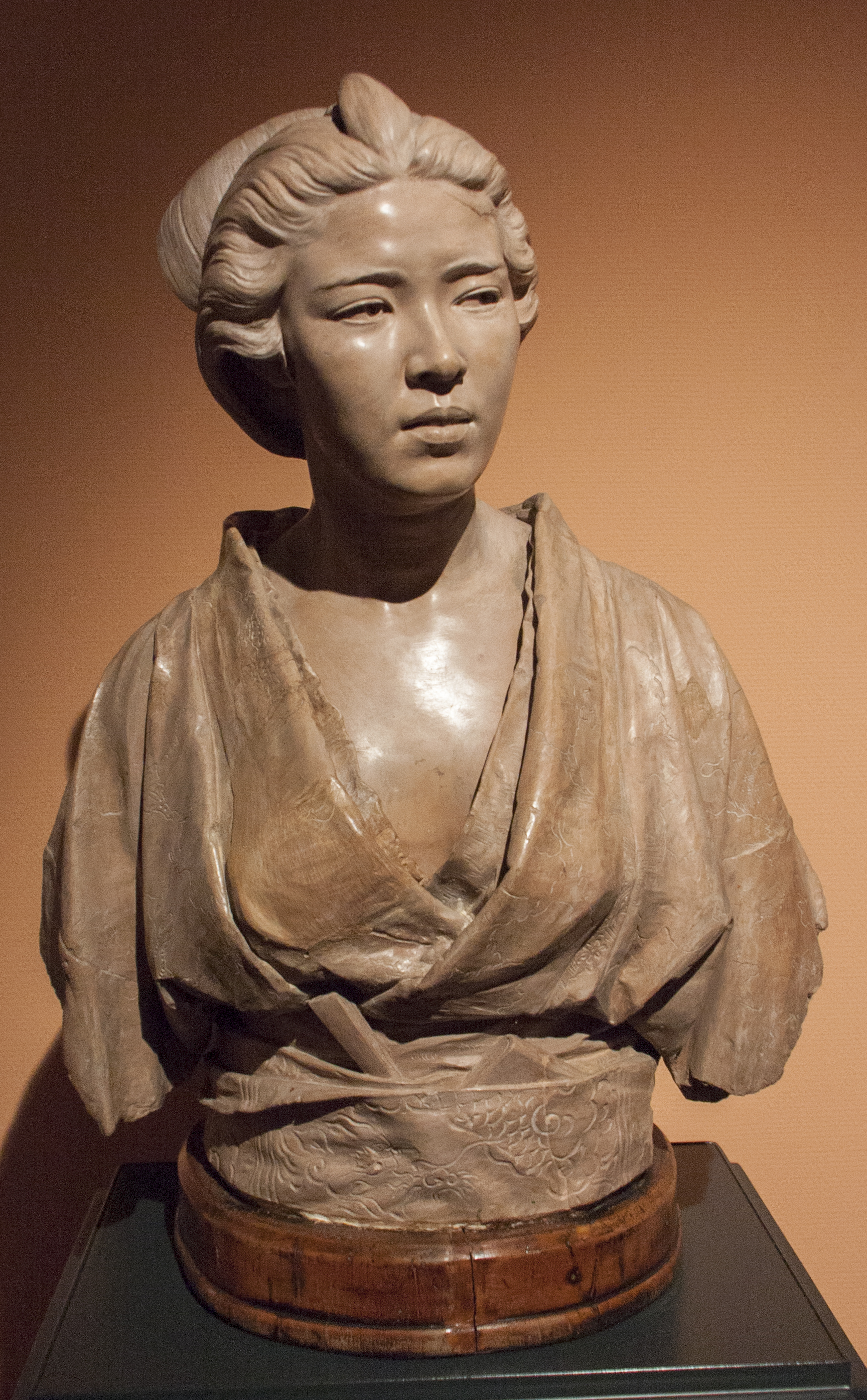
お玉像（1883）